# ديكلان ناش
ديكلان نـاش (بالإنجليزية: Declan Nash)‏ هو لاعب قذف أيرلندي، ولد في 10 يوليو 1966 في ليمريك في جمهورية أيرلندا.